# Tumornecrosefactor α
Tumornecrosefactor-alfa (TNFα), ook wel cachexine of cachectine genoemd, is een cytokine en een van de twee bekende tumornecrosefactoren. Het speelt een belangrijke rol bij ontstekingsprocessen en de acutefasereactie. De andere tumornecrosefactor is tumornecrosefactor β (TNFβ). De aanleg voor cachexine ligt op chromosoom 6 van het menselijk genoom.
TNFα stimuleert de ontstekingsreactie in het lichaam. Hierdoor kan het tumorcellen doden. Het speelt echter ook een sleutelrol als boodschapper bij reumatoïde artritis en de ziekte van Crohn. Het doet de ontsteking toenemen. Dit heeft weefselafsterving tot gevolg. Het is ook verantwoordelijk voor ziektemanifestaties buiten de gewrichten, zoals vermoeidheid, vermagering, bloedarmoede enzovoort.
Overproductie van TNFα wordt in verband gebracht met een aantal ziekten, zoals kanker. TNFα activeert namelijk door aan de tumornecrosefactor receptor 1 TNFr1 of tumornecrosefactor receptor 2 TNFr2 te binden. 
Er is een aantal anti-TNFα-geneesmiddelen op de markt. Deze stoffen neutraliseren TNFα, zodat de ontsteking wordt afgeremd.